# Szara obuta
Szara obuta är en insektsart som beskrevs av Irena Dworakowska 1995. Szara obuta ingår i släktet Szara och familjen dvärgstritar. Inga underarter finns listade i Catalogue of Life.